# Michael Sweerts
Michael Sweerts, eller Michiel Sweerts, född 29 september 1618 i Bryssel, död 1 juni 1664 i Goa, var en flamländsk målare under barockepoken.

## Biografi
Sweerts blev känd för sina genremålningar, porträtt och tronier. Han levde ett kringresande liv och verkade i bland annat Rom, Bryssel, Amsterdam och Indien. I Rom förknippades Sweerts med de så kallade bamboccianti, genremålare vilka avbildade de lägre samhällsklassernas vardagsliv. Sweerts uppvisar dock en mera utpräglad stilistisk skicklighet än vad andra bamboccianti ådagalägger.
I Rom åtnjöt Sweerts Camillo Pamphilis beskyddarskap.

## Bilder
| - I ateljén. - Porträtt av ung kvinna. - Dubbelporträtt. |

### Webbkällor
- Hoogewerff, Godefridus Ioannes (1937). ”SWEERTS, Michael” (på italienska). Enciclopedia Italiana. Treccani. Arkiverad från originalet den 19 juni 2018. https://www.webcitation.org/70Hl8rPkZ?url=http://www.treccani.it/enciclopedia/michael-sweerts_(Enciclopedia-Italiana)/. Läst 19 juni 2018.
- ”Michael Sweerts” (på engelska). Rijksmuseum. Arkiverad från originalet den 19 juni 2018. https://www.webcitation.org/70HmyAAiX?url=https://www.rijksmuseum.nl/en/rijksstudio/artists/michael-sweerts. Läst 19 juni 2018.